# British Rail 315 sorozat

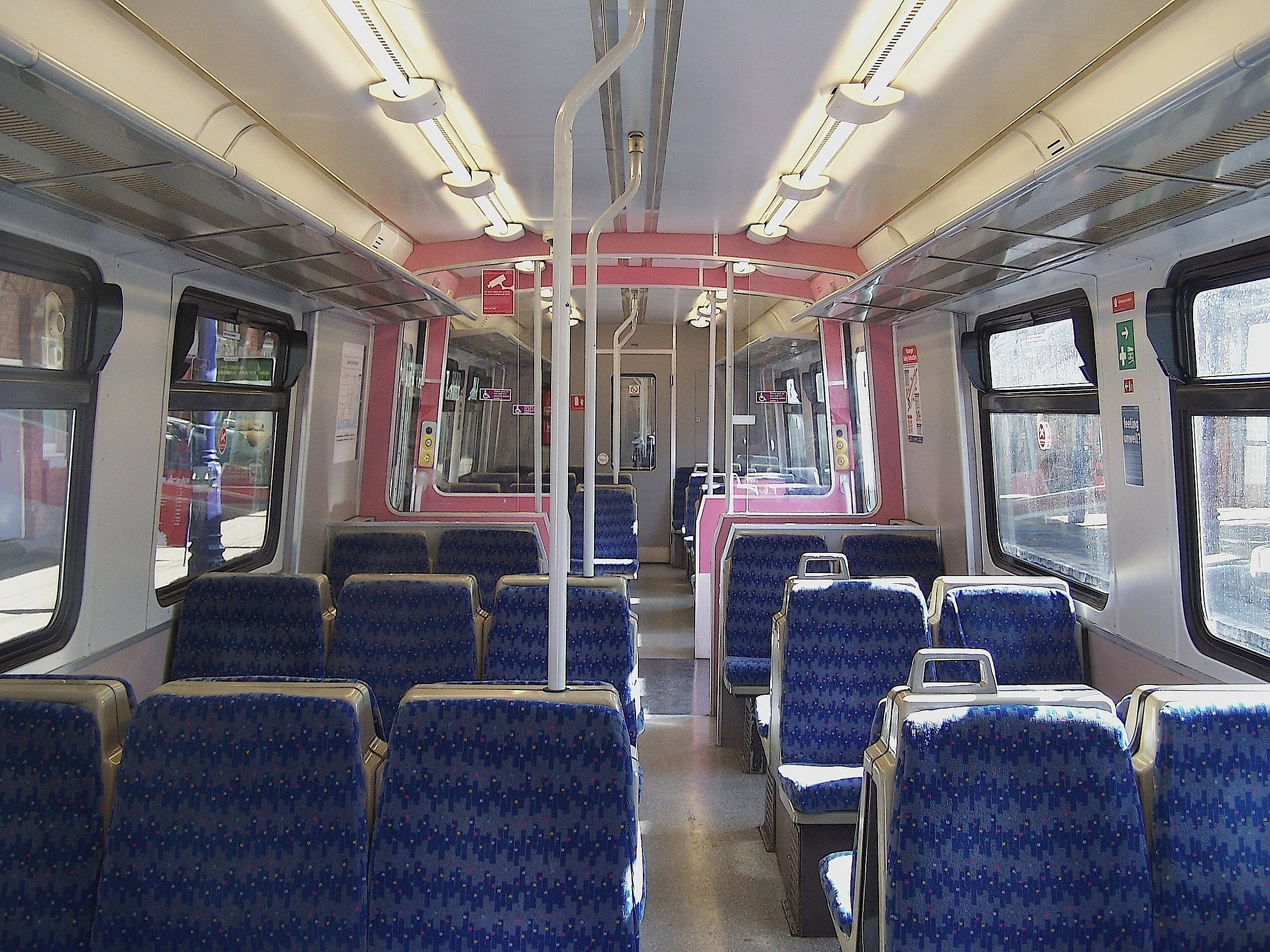
A motorvonat utastere

A British Rail 315 sorozat egy angol négyrészes 25 kV 50 Hz AC áramrendszerű villamosmotorvonat-sorozat. 1980 és 1981 között gyártotta a BREL York-ban. Összesen 61 motorvonat készült el. A National Express East Anglia üzemelteti 1980 óta.

## Nevek
Öt 315-ös motorvonat saját nevet kapott:
- 315812 - "London Borough of Newham Host Borough 2012 Olympics Bid"
- 315817 - "Transport for London"
- 315829 - "London Borough of Havering Celebrating 40 Years"
- 315845 - "Herbie Woodward"
- 315857 - "Stratford Connections"